# 平衡定数
平衡定数（へいこうていすう、英: equilibrium constant）は、化学反応の平衡状態を、物質の存在比で表したもの。量記号には通常 K が用いられる。

## 定義

### 標準平衡定数
化学量論数 νi で表される化学反応において、標準平衡定数は
{\displaystyle K^{\circ }=\exp \left[-\sum _{i}{\frac {\nu _{i}\,\mu _{i}^{\circ }(T)}{RT}}\right]}
で定義される。ここで μi° は標準化学ポテンシャルである。
標準絶対活量 {\displaystyle \lambda _{i}^{\circ }=e^{\mu _{i}^{\circ }/RT}} を用いれば
{\displaystyle K^{\circ }=\prod \left[\lambda _{i}^{\circ }(T)\right]^{-\nu _{i}}}
となる。
たとえば
{\displaystyle \nu _{\text{A}}{\text{A}}+\nu _{\text{B}}{\text{B}}\rightleftharpoons \nu _{\text{C}}{\text{C}}+\nu _{\text{D}}{\text{D}}}
で表される化学反応では
{\displaystyle K^{\circ }={\frac {(\lambda _{\text{A}}^{\circ })^{\nu _{\text{A}}}(\lambda _{\text{B}}^{\circ })^{\nu _{\text{B}}}}{(\lambda _{\text{C}}^{\circ })^{\nu _{\text{C}}}(\lambda _{\text{D}}^{\circ })^{\nu _{\text{D}}}}}}
となる。

### 圧平衡定数
化学量論数 νi で表される理想気体の化学反応において、圧力 p、モル分率 xi での圧平衡定数は
{\displaystyle K_{p}=\prod \left[{\frac {x_{i}p}{p^{\circ }}}\right]^{\nu _{i}}}
で定義される。ここで p° は標準状態圧力である。標準状態圧力は通常 p° = 1 bar もしくは p° = 1 atm に選ばれる。
先述の化学反応の場合の圧平衡定数は
{\displaystyle K_{p}=\left({\frac {x_{\text{C}}p}{p^{\circ }}}\right)^{\nu _{\text{C}}}\left({\frac {x_{\text{D}}p}{p^{\circ }}}\right)^{\nu _{\text{D}}}{\bigg /}\left({\frac {x_{\text{A}}p}{p^{\circ }}}\right)^{\nu _{\text{A}}}\left({\frac {x_{\text{B}}p}{p^{\circ }}}\right)^{\nu _{\text{B}}}}
となる。
実在気体の場合は分圧をフガシティーで置き換えて
{\displaystyle K_{p}=\prod \left[{\frac {f_{i}(x;T,p)}{p^{\circ }}}\right]^{\nu _{i}}}
となる。

### 濃度平衡定数
化学量論数 νi で表される理想溶液の溶質の化学反応において、モル濃度 ci での濃度平衡定数は
{\displaystyle K_{c}=\prod \left[{\frac {c_{i}}{c^{\circ }}}\right]^{\nu _{i}}}
で定義される。ここで c° は標準モル濃度である。標準モル濃度は通常 c° = 1 mol/L に選ばれる。
先述の化学反応の場合の圧平衡定数は
{\displaystyle K_{c}=\left({\frac {c_{\text{C}}}{c^{\circ }}}\right)^{\nu _{\text{C}}}\left({\frac {c_{\text{D}}}{c^{\circ }}}\right)^{\nu _{\text{D}}}{\bigg /}\left({\frac {c_{\text{A}}}{c^{\circ }}}\right)^{\nu _{\text{A}}}\left({\frac {c_{\text{B}}}{c^{\circ }}}\right)^{\nu _{\text{B}}}}
となる。
実在溶液の場合は濃度を相対活量で置き換えて
{\displaystyle K_{c}=\prod \left[a_{c,i}(c;T,p)\right]^{\nu _{i}}}
となる。
また、溶液中の化学においては、会合定数や結合定数とも同意義で利用されている。

### 定義に関する注意
圧平衡定数や濃度平衡定数では、しばしば標準状態圧力 p° や標準モル濃度 c° を落として書かれることがある。
これを平衡定数が無次元化せずに定義されているかのような誤解があるが実際には間違いである。
仮に圧平衡定数や濃度平衡定数が無次元化されていないとすれば、無次元量である標準平衡定数との比較ができず、化学平衡を記述することはできない。
標準モル濃度を c° = 1 mol/L に選ぶ場合、各々の成分の ci /c° とは、モル濃度を単位 mol/L で表した数値（numerical value）に他ならない。すなわち標準状態圧力や標準モル濃度を落とした表記は、量記号を援用して数値を表した数値方程式であると理解すべきである。

## 化学平衡
標準反応ギブズエネルギー
{\displaystyle \Delta _{\text{r}}G^{\circ }=\sum _{i}\nu _{i}\mu _{i}^{\circ }}
を用いれば、標準平衡定数は
{\displaystyle K^{\circ }=\exp \left[-{\frac {\Delta _{\text{r}}G^{\circ }}{RT}}\right]}
である。
気体の化学反応が平衡にある時
{\displaystyle K^{\circ }=K_{p}}
が成り立つ。また、溶液の化学反応が平衡にある時
{\displaystyle K^{\circ }=K_{c}}
が成り立つ。